# Bouvier australien
Pour les articles homonymes, voir Bouvier et Bouvier australien courte queue.
Le bouvier australien (en anglais Australian cattle dog) est une race de chien originaire d'Australie, rattachée au groupe 1 de la nomenclature des races de la Fédération cynologique internationale.
Il compte parmi ses ancêtres le dingo, chien sauvage peuplant le bush et les bergers importés par les colons, soucieux d'adapter leurs chiens de troupeaux au climat australien. Il existe deux couleurs dans cette race : le rouge et le bleu.
Le bouvier australien est un chien rustique, décrit comme courageux, fidèle mais également méfiant envers les étrangers. Il est sujet à deux maladies héréditaires détectables par des tests vétérinaires : la surdité congénitale affectant de nombreuses races de chiens à robe merle et l'atrophie progressive de la rétine.

## Historique

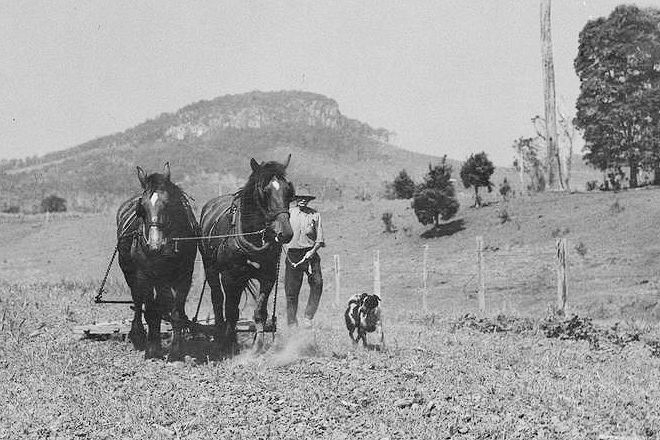
Fermier australien au labour en 1902, accompagné d'un chien étant peut-être précurseur du bouvier australien.

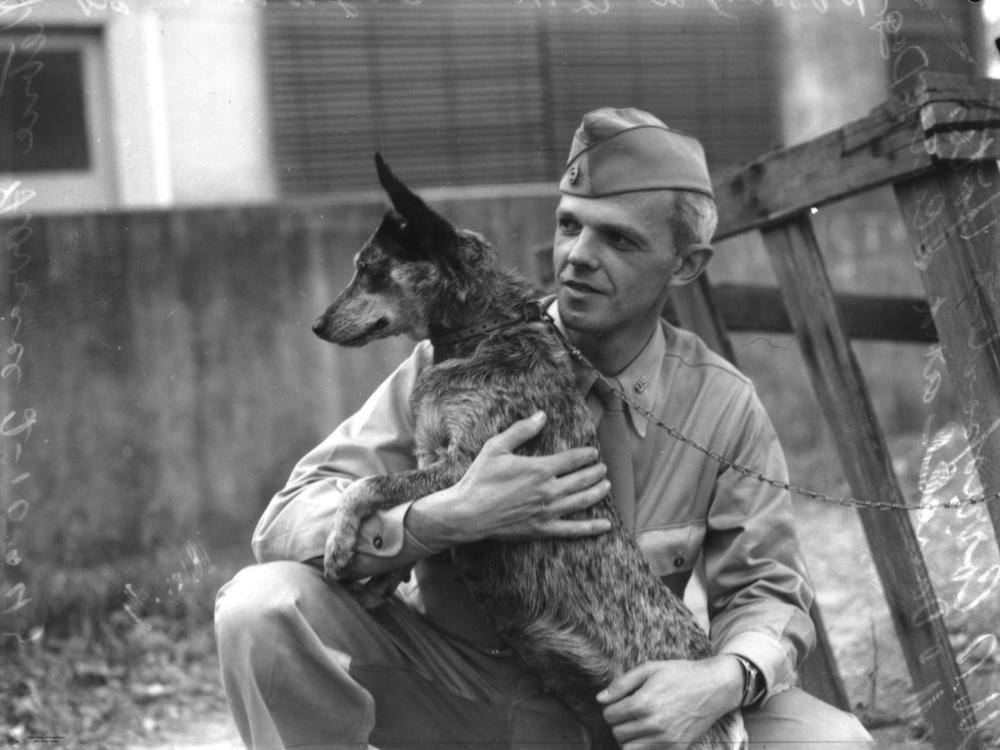
Un soldat américain tenant un bouvier australien lors de la Seconde Guerre mondiale.

Le bouvier australien est le résultat de croisements entre le Dingo et des chiens importés principalement d’Angleterre, probablement des collies, des welsh corgis Pembroke et avec le kelpie. Le bouvier australien a toujours été sélectionné pour la conduite de troupeaux des bovins.
En France en 2016, le bouvier australien est la 20e race la plus populaire en termes d'inscription au Livre des origines français (LOF) pour les chiens du groupe 1 « Chiens de berger et de bouvier (sauf chiens de bouvier suisses) ».

## Standard
Sa taille standard va de 43 à 51 cm pour un poids d'une vingtaine de kilos. Les bouviers australiens sont des chiens de troupeaux spécialisés dans les bovins.

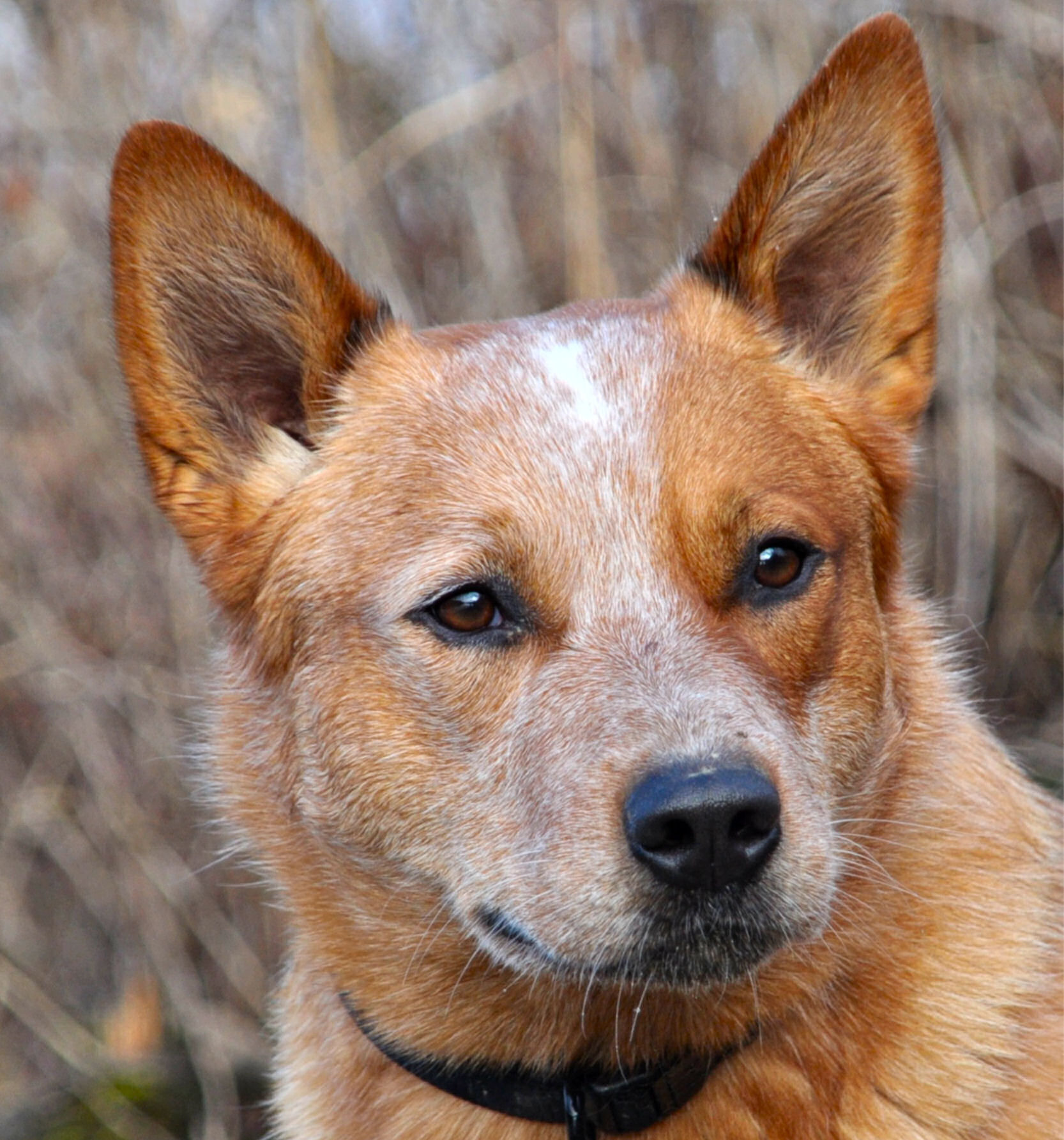
Portrait d'un bouvier australien truité de rouge.

Le bouvier australien est un chien de berger de taille plutôt petite pour un bouvier, d'aspect puissant et musculeux mais pas lourd. Le corps est inscrit dans un rectangle. Les membres antérieurs, bien droits et parallèles, ont une ossature forte et ronde jusqu'aux pieds. Les postérieurs sont droits et parallèles. L'allure est franche, dégagée, souple et facile démontrant une possibilité d'action rapide et soudaine. Attachée modérément bas, la queue pend en formant une très légère courbe au repos et est relevée horizontalement en action. La queue est munie d'une brosse de poil bien abondante. Elle atteint le jarret.
La tête est forte avec un crâne large légèrement convexe entre les oreilles. Le stop est léger et net. Le large museau s'amenuise pour former un chanfrein parallèle à la ligne du crâne et de moyenne longueur. La truffe est noire. De forme ovale et de taille moyenne, l'œil est de couleur marron foncé. De taille moyenne à petite, les oreilles dressées sont portées légèrement sur le côté. Modérément pointues, elles sont bien écartées à l'attache.
Le poil est lisse, double, avec un sous-poil court et dense. De longueur variant de 2,5 cm à 4 cm, le poil de couverture est serré, bien couché sur le corps, dur, droit et imperméable. Le poil est plus long sous le corps et à l'encolure, il forme une légère culotte au niveau des cuisses. La tête, la partie antérieure des membres et les pieds sont couverts d'un poil plus court. La robe admet deux couleurs : le bleu moucheté et le rouge truité. Pour le bleu moucheté, la robe est bleue, bleue marbré ou bleue mouchetée avec ou sans autres marques noires, bleues ou feu sur la tête uniquement. Les antérieurs, l'intérieur des cuisses, le poitrail, une partie du museau et la gorge sont de couleur feu. Pour le truité, la robe est tachetée de rouge répartie équitablement sur tout le corps, même le sous-poil est tacheté. Les marques rouges sur le corps sont admises sans être souhaitables.

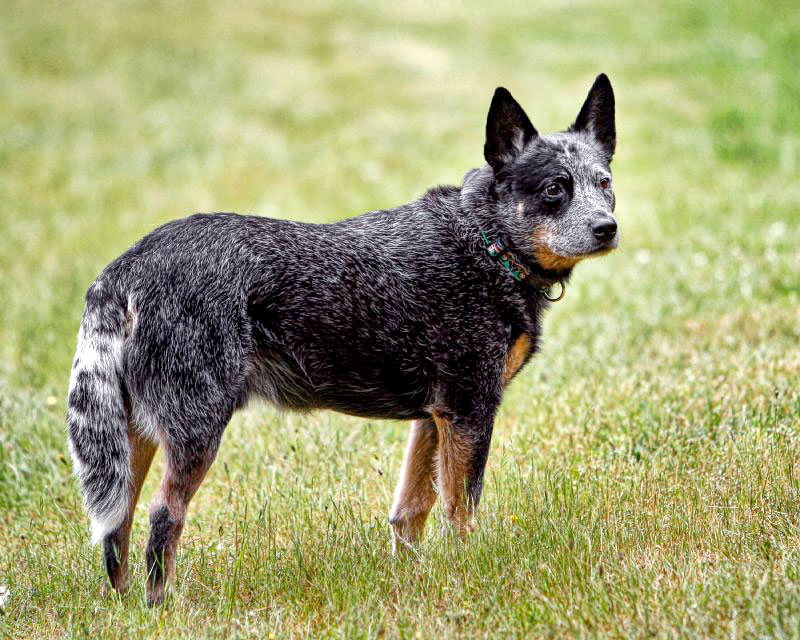
Un bouvier australien bleu.
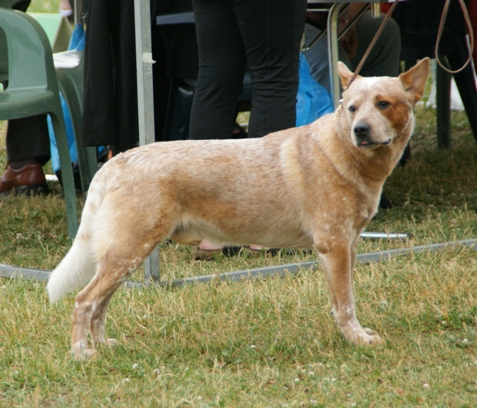
Un bouvier australien truité de rouge.

## Caractère
Le standard de la Fédération cynologique internationale décrit le bouvier australien comme un chien fidèle, doué d'un instinct de protection. Méfiant envers les étrangers, il reste cependant docile. Le bouvier australien, toujours selon le standard FCI, est intelligent, vigilant, courageux et digne de confiance. Selon la Société centrale canine, c'est un chien déterminé, sensible, sûr de lui et confiant, joueur et très actif. L'éducation doit être ferme sans rechercher le rapport de force.

## Utilité

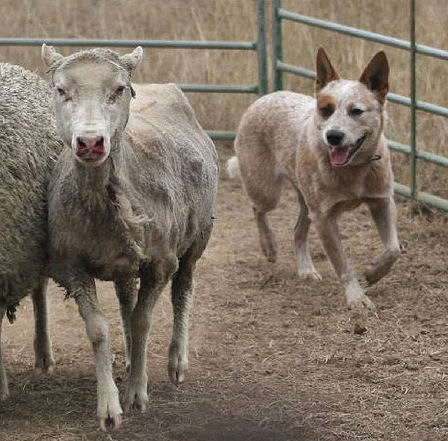
Le bouvier australien est un chien de berger.

Le bouvier australien est avant tout un chien de berger sélectionné pour la conduite du bétail. C'est un chien talonneur, qui regroupe et pousse le bétail vers le corral. La morsure brève est faite au jarret. En Australie, le bouvier australien est également utilisé comme chien de garde de la ferme : sélectionné depuis des années pour mordre au jarret, s'il devait s'attaquer à l'homme, il mordrait au même endroit.
En tant que chien de compagnie, son maître ne doit pas oublier son caractère rustique et son besoin absolu d'exercice physique : les sorties doivent être longues et quotidiennes. La vie en ville est déconseillée pour cette race. C'est un chien facile à éduquer et doux avec les enfants.

## Santé
Il est prédisposé à certaines pathologies.

### Surdité

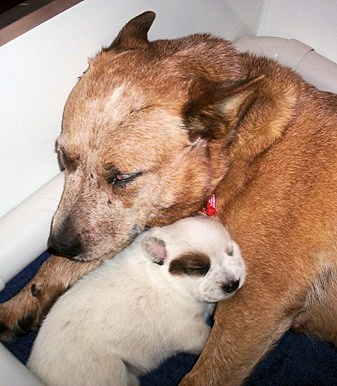
Mère et son petit. Le bouvier australien nait blanc et prend sa couleur définitive en grandissant. En ce sens, il est prédisposé à la surdité congénitale.

Les bouviers australiens et les bouviers australiens courte queue peuvent être atteints de surdité due à l'action de gènes colorant la peau, notamment le gène merle et les robes blanches. 12 % des bouviers australiens et des bouviers australiens courte queue sont sourds d'une oreille et 2 % sont complètement sourds. Il est recommandé de tester les sujets reproducteurs par un test Potentiel Évoqué Auditif (PEA), afin de détecter une éventuelle surdité unilatérale.

### Atrophie progressive de la rétine
L'atrophie progressive de la rétine est une maladie monogénique autosomale récessive entraînant la perte progressive de la vision jusqu’à la cécité. Au début des années 2000, 25 % des bouviers australiens et des bouviers australiens courte queue étaient non porteurs de l'atrophie progressive de la rétine, 50 % étaient porteurs sains et 25 % étaient atteints par la maladie. Depuis 2001, la société Optigen a mis en place un test de dépistage ADN permettant de détecter les individus malades avant le développement de la maladie et d'écarter les reproducteurs porteurs du gène.

### Dysplasie de la hanche et dysplasie du coude
Les dysplasies affectent rarement les bouviers australiens et les bouviers australiens courte queue. Le Club français des bouviers australiens et des kelpies estime cependant que les radiographies nécessaires à la détection de cette malformation doivent être réalisées sur les sujets reproducteurs afin d'éviter tout risque de propagation de cette anomalie.

## Culture populaire
On trouve cette race de chien dans le film Mad Max 2 : c'est le chien de Max Rockatansky ; importé en Nouvelle-Calédonie, il y est appelé « Chien bleu » et est très populaire, notamment auprès des éleveurs de Brousse. Un journal satirique local, Le Chien bleu, utilise l'image de cet animal. Dans la série animée Bluey, les personnages principaux sont également des bouviers australiens.